# ارکولا، میسیسیپی
ارکولا (به انگلیسی: Arcola) شهرکی در ایالت میسیسیپی کشور ایالات متحده آمریکا است که جمعیت آن در سرشماری سال ۲۰۱۰ میلادی، ۳۶۱
نفر بوده‌است.